# Laila Storch
Laila Storch   (28 de febrer de 1921 - Orcas Village, 2 de desembre de 2022) fou una oboista estatunidenca.

## Biografia
Nascuda el 28 de febrer de 1921, Laila Storch va ser la primera oboista femenina que es va graduar al "Curtis Institute" de Filadèlfia, on va estudiar amb Marcel Tabuteau. Va ser oboè principal de l'Orquestra Simfònica de Houston, el "Carmel Bach Festival", el "Bethlehem Bach Festival", el "Festival de Marlboro" i el "Festival Casals de Puerto Rico". També va tocar amb la National Symphony, la Kansas City Philharmonic i lOrquestra Simfònica de Puerto Rico. També va ser professora d'oboè al Conservatori Superior de Música de Puerto Rico, professora emèrita de la Universitat de Washington i professora visitant a la Universitat d'Indiana i al Conservatori Central de Música de Pequín. És un dels membres més antics de Soni Ventorum Wind Quintet.
Laila Storch va ser també biògrafa de Marcel Tabuteau, membre durant molts anys de l'Institut Curtis i oboista de renom mundial. Era molt amiga de l'oboista Georges Gillet al qual animà molt en les seves innovacions en el seu instrument musical.